# Грауман, Леопольд Фердинандович
Леопольд Фердинандович (Леонид Федорович) Грауман (1857—1922) — один из виднейших специалистов в области геологоразведки и золотодобычи предреволюционной России, оставивший яркий след в истории промышленного освоения Сибири и среднеазиатского региона империи; обрусевший немец.

## Биография
После окончания в 1882 году Санкт-Петербургского горного института Леопольд Грауман поступил на службу в Геологический комитет Горного департамента министерства финансов, откуда в 1885 году получил приглашение войти в состав акционеров Товарищества горных промыслов Киргизской степи. В последующие годы Леопольд Фердинандович являлся председателем правления общества Мариинских золотых приисков, членом правления Российского золотопромышленного общества, членом Общества рудного дела в Монголии, но наиболее ярко в качестве организатора и управляющего горнорудного производства и золотодобычи проявил себя на посту директора-распорядителя Ленского золотопромышленного общества, которое возглавлял с 1891 по 1901 годы.
Во многом благодаря усилиям Граумана промышленная добыча золота в Ленском золотопромышленном районе вызвала настоящий научно-технический бум в этом глухом сибирском краю: по инициативе своего директора-распорядителя на реке Ныгри близ Павловска прииска в 1896 году Ленским товариществом была построена первая в Сибири гидроэлектростанция мощностью 300 кВт, ставшая первой в России электростанцией, способной передавать энергию высокого напряжения (до 10 000 вольт) по двум воздушным линиям протяженностью 9 и 14 км до устья Сухого Лога. Через три года после введения в строй электростанции у старателей появился первый электрический подъёмник породы из шахты. Примерно в это же время на прииске Надеждинском заработал, также ставший первым в России промышленный электровоз. И все это при непосредственном участии управляющего компанией. Технически грамотный инженер, Леопольд Грауман пытался не только добывать золото по всем правилам и отправлял рабочих за границу учиться, но и внедрял различные технические приспособления, чтобы облегчить труд простого старателя. В частности, инженер первым в России додумался применять гидравлические устройства для добычи золота.
Широкому размаху реорганизации производства, задуманного Л. Ф. Грауманом, мешало руководство компании, рассчитывающее на быстрые прибыли, а не на будущую и долгосрочную перспективу при условии масштабной модернизации работ, на чем настаивал Леопольд Фердинандович. Правление компании не удовлетворяли большие расходы, связанные с инновационными проектами Л. Ф. Граумана, что прямым образом отражалось на росте доходов товарищества.
И все же, несмотря на многочисленные трудности и нежелание владельцев вкладывать деньги в модернизацию производства, Л. Ф. Грауман смог существенно поднять выработку золота на предприятиях Ленского товарищества. Если за 1881—1890 гг. Ленское товарищество смогло получить только 447 пуд.золота, то в годы его правления с 1891 по 1899 гг. было добыто 1354 пуда — в три раза больше в среднегодовом исчислении, что не помешало, впрочем, его отставке.
Методы руководства нового главноуправляющего приисками Ленского товарищества И. Н. Белозерова, сменившего Граумана в 1901 году, оответствовали интересам основных владельцев компании. Вместо технического перевооружения новый директор-распорядитель нещадно эксплуатировал рабочих, что поначалу оборачивалась большими дивидендами для учредителей и акционеров компании, но в итоге привело к краху — потрясшим весь мир трагическим событиям 1912 года.
В годы Первой мировой войны и предреволюционных потрясений в России Л. Ф. Грауман не оставался в стороне от общественно-политической жизни, в частности, Леопольд Фердинандович, в качестве представителя от торгово-промышленных служащих, принимал участие в заседаниях Всероссийского демократического совещания, проходившего в Петрограде 14—22 сентября (27 сентября — 5 октября) 1917 года.
После Октябрьской революции следы Л. Ф. Граумана теряются, известно только, что он скончался в 1922 году в эмиграции, скорее всего, в Германии.